# Shirin El-Hage
Shirin El-Hage (alternativt endast Shirin), född 1 december 1995 i Berlin, är en tysk-svensk sångare och låtskrivare.

## Biografi
Shirins debut i större sammanhang var när hon framförde Frans låt If I Were Sorry i finalen av 2017 års melodifestival tillsammans med bandet Damn!. Under 2017 medverkade hon också i Lotta på Liseberg och 2018 var hon med i premiären av Allsång på Skansen.

## Diskografi[6]

### Album
| År   | Titel        |
| ---- | ------------ |
| 2018 | Almost Lover |

### Singlar
| År   | Titel                |
| ---- | -------------------- |
| 2017 | Back To The Basics   |
| 2018 | Love Like Chemicals  |
| 2018 | Together We Are Weak |
| 2018 | That Beat            |
| 2019 | 22                   |

### Medverkar på
| År   | Titel                                       |
| ---- | ------------------------------------------- |
| 2014 | Creedence John De Sohn featuring Noely Gray |